# Китайгородская, Галина Александровна
Галина Александровна Китайгородская (13 сентября 1934, Москва — 2 марта 2024, там же) — советский и российский педагог, кандидат филологических и доктор педагогических наук, профессор, академик Международной академии наук высшей школы, заслуженный профессор МГУ, президент Научно-образовательного центра «Школа Китайгородской».

## Биография
Родилась 13 сентября 1934 года в Москве, в семье физика Александра Исааковича Китайгородского (1914—1985), заведующего лабораторией структурного анализа Института элементоорганических соединений Академии наук СССР. Внучка физикохимика И. И. Китайгородского. В 1952—1954 годы проходила обучение на факультете арабского языка в Московском институте востоковедения. В 1954—1958 годы обучалась в Московском государственном педагогическом институте иностранных языков (с 1964 года — имени Мориса Тореза, в настоящее время — Московский государственный лингвистический университет) по специальности — преподаватель французского языка.
Защитила диссертацию «Интонация вопросно-ответного диалогического единства в современном французском языке» на степень кандидата филологических наук (1969).
Заведующая кафедрой педагогики, психологии и методики высшей школы ФПК (Факультета повышения квалификации) МГУ (1977). Заведующая межфакультетской лабораторией интенсивных методов обучения иностранным языкам (с 1986). Защитила диссертацию «Система интенсивного краткосрочного обучения иностранным языкам» на степень доктора педагогических наук (1988). Получила звание профессора (1990).
Директор Центра интенсивного обучения иностранным языкам МГУ (с 1988). Президент Научно-образовательного центра «Школа Китайгородской» (с 1989). Заведующая кафедрой иностранных языков Международного университета в Москве (с 1992).
Декан факультета иностранных языков Международного Университета в Москве (с 1996). Заведующая кафедрой истории и философии образования ФПО МГУ (1999—2014).
Председатель Союза женщин МГУ (1997—2007). Президент «Школы Китайгородской» (с 2014).
Система обучения, названная Г. А. Китайгородской «Метод активизации возможностей личности и коллектива», базируется на идеях известнейшего болгарского психотерапевта Георгия Лозанова, основателя суггестологии и суггестопедии. Г. А. Китайгородская встретилась с Г. Лозановым в 1969 году и прошла стажировку в центре Лозанова в 1970 году, что стало отправной точкой по созданию системы интенсивного обучения Китайгородской.
Скончалась 2 марта 2024 года в возрасте 89 лет.

## Школа Китайгородской
Школа Китайгородской — научно-образовательный центр, проводящий интенсивное обучение общению на иностранных языках на основе метода Г. А. Китайгородской «метода активизации возможностей личности и коллектива». В отличие от традиционных методик преподавания иностранных языков система Китайгородской опирается на психологические резервы личности и коллектива при направленном управлении социально-психологическими процессами общения в группе, что позволяет учащимся в сжатые сроки легко и эффективно перерабатывать огромные объёмы новой информации. Кроме того, с 1977 г. в МГУ имени М. В. Ломоносова работал Центр интенсивного обучения иностранным языкам, в котором велись научные исследования и проходило обучение профессуры, аспирантов и студентов МГУ.

## Награды и почётные звания
- заслуженный профессор Московского университета (2004)
- лауреат Ломоносовской премии
- кавалер ордена «Почётный Знак Петра Великого»
- медаль ордена «За заслуги перед Отечеством» II степени (2005).

## Основные научные труды
- Методика интенсивного обучения иностранным языкам (1982, 1986)
- Методические основы интенсивного обучения иностранным языкам (1988)
- Интенсивное обучение. Теория и практика — Изд. Русский язык- М., 1992 г.
- Учебник французского языка для начального этапа обучения (1978 + пять переизданий, последнее 2000 г.)
- Метод активизации возможностей личности и коллектива (2001)
- Интенсивное обучение иностранным языкам. Теория и практика. Изд. «Высшая школа» (2 издание, переработанное и дополненное).